# Języki gogodala-suki
Języki gogodala-suki – grupa języków transnowogwinejskich używanych w Prowincji Zachodniej w Papui-Nowej Gwinei. Obejmuje trzy języki gogodalskie (ari, gogodala, waruna) oraz język suki.